# Vacher luisant
Molothrus bonariensis
Espèce
Répartition géographique
Statut de conservation UICN

 LC  : Préoccupation mineure
Le Vacher luisant (Molothrus bonariensis) est une espèce d'oiseaux de la famille des ictéridés.

## Distribution
Le Vacher luisant habite pratiquement toute l’Amérique du Sud à l’exception de larges secteurs au centre de l’Amazonie dans le nord du Brésil ainsi que la Cordillère des Andes. Il a récemment colonisé les Antilles et même le sud de la Floride.
Sous les latitudes tropicales, il est plutôt sédentaire. Dans les climats plus tempérés, en Floride notamment, il est partiellement migrateur, une portion seulement de la population étant migratrice.

## Systématique
On reconnaît sept sous-espèces au Vacher luisant qui se distinguent surtout par la taille et la coloration du plumage des femelles.
- M. b. minimus Dalmas, 1900 — plateau des Guyanes, Antilles et sud de la Floride ;
- M. b. cabanisii Cassin, 1866 — de l'est du Costa Rica à l'ouest de la Colombie ;
- M. b. venezuelensis Stone, 1866 — Venezuela et est de la Colombie ;
- M. b. aequatorialis Chapman, 1915 — côte pacifique de la Colombie à l’Équateur et île Puná ;
- M. b. occidentalis Berlepsch & Sztolcman, 1892 — côte pacifique de l’Équateur au Pérou ;
- M. b. riparius Griscom & Greenway, 1937 — Amazonie au sud de l’Amazone ;
- M. b. bonariensis (Gmelin, 1789) — Bolivie, centre/sud du Brésil, Paraguay, Uruguay, Chili et Argentine.

## Habitat

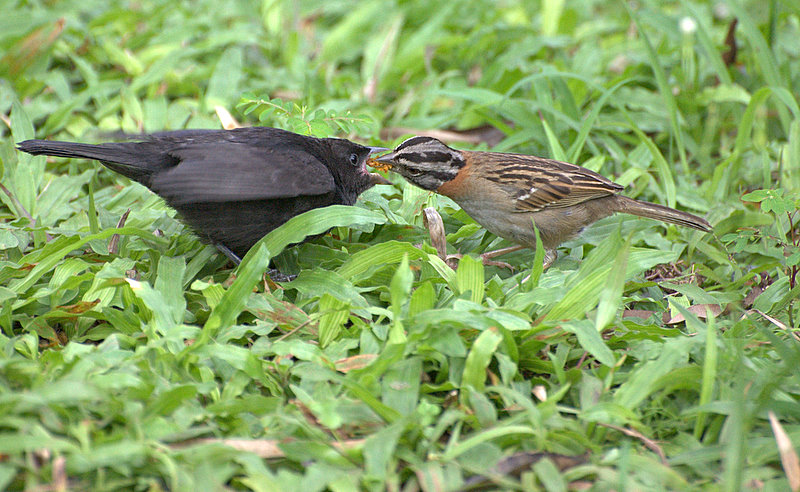
Un jeune Vacher luisant nourri par un Bruant chingolo.

On rencontre le Vacher luisant dans les champs, les pâturages, les forêts clairsemées et les clairières forestières. Il se nourrit au sol notamment dans les champs cultivés et peut devenir une peste pour les cultures de riz et le maïs. Dans certaines régions, il est étroitement associé au bétail, se nourrissant près des animaux et se perchant sur eux. En dehors de la saison de nidification, il peut former des dortoirs importants dans les marais.

## Nidification

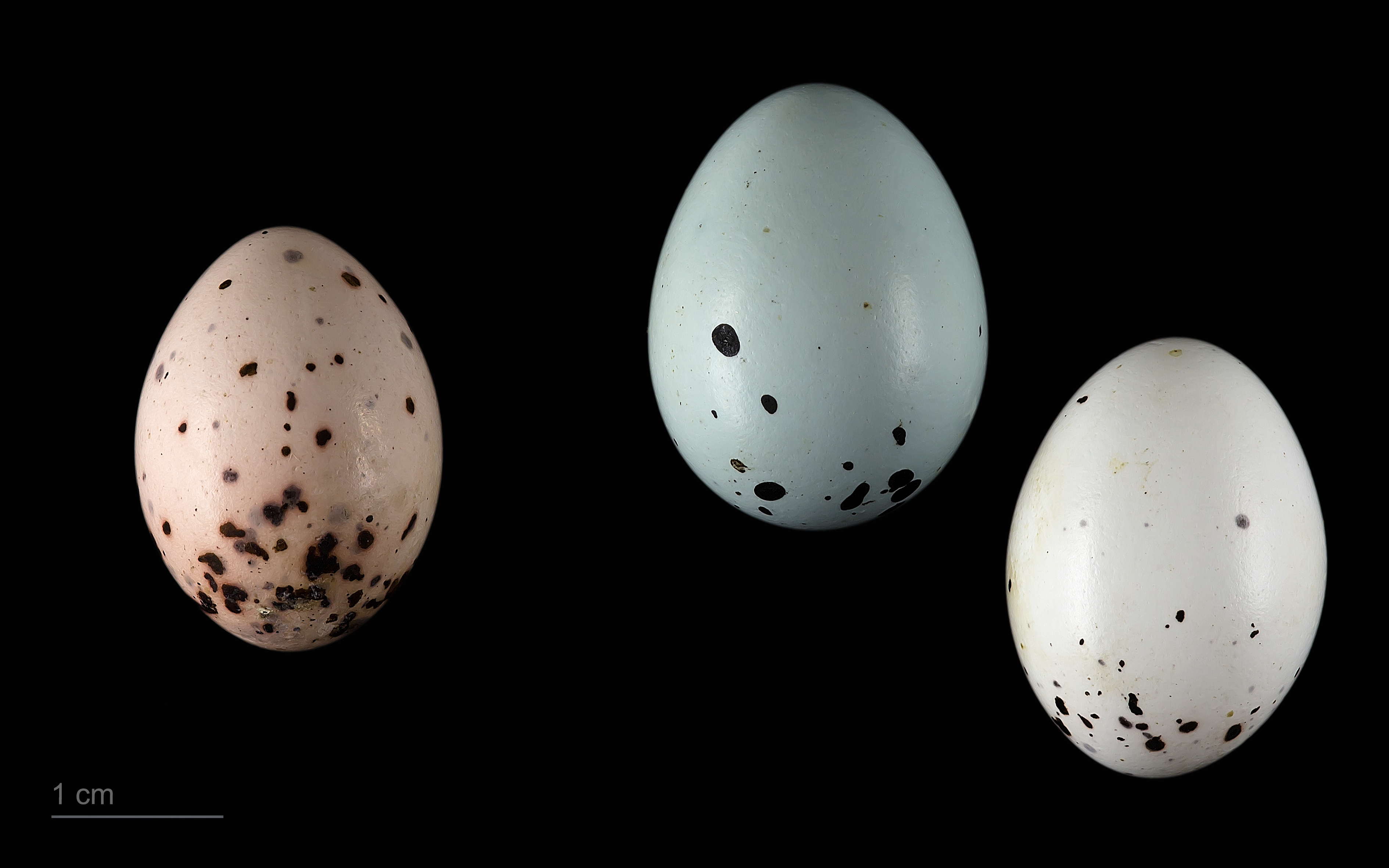
Œuf de Molothrus bonariensis dans une couvée de Curaeus curaeus - Muséum de Toulouse

Le Vacher luisant est un parasite généraliste. On rapporte qu’il a parasité un total de 232 espèces d'oiseaux. De toutes ces espèces, 74 ont été observées élever les jeunes de ce vacher. Les espèces les plus fréquemment choisies comme hôte sont : le Bruant chingolo, le Diuca gris, le Tyran des savanes, le Fournier roux, le Moqueur à ailes blanches, le Carouge à calotte rousse et le Troglodyte familier.

## Galerie

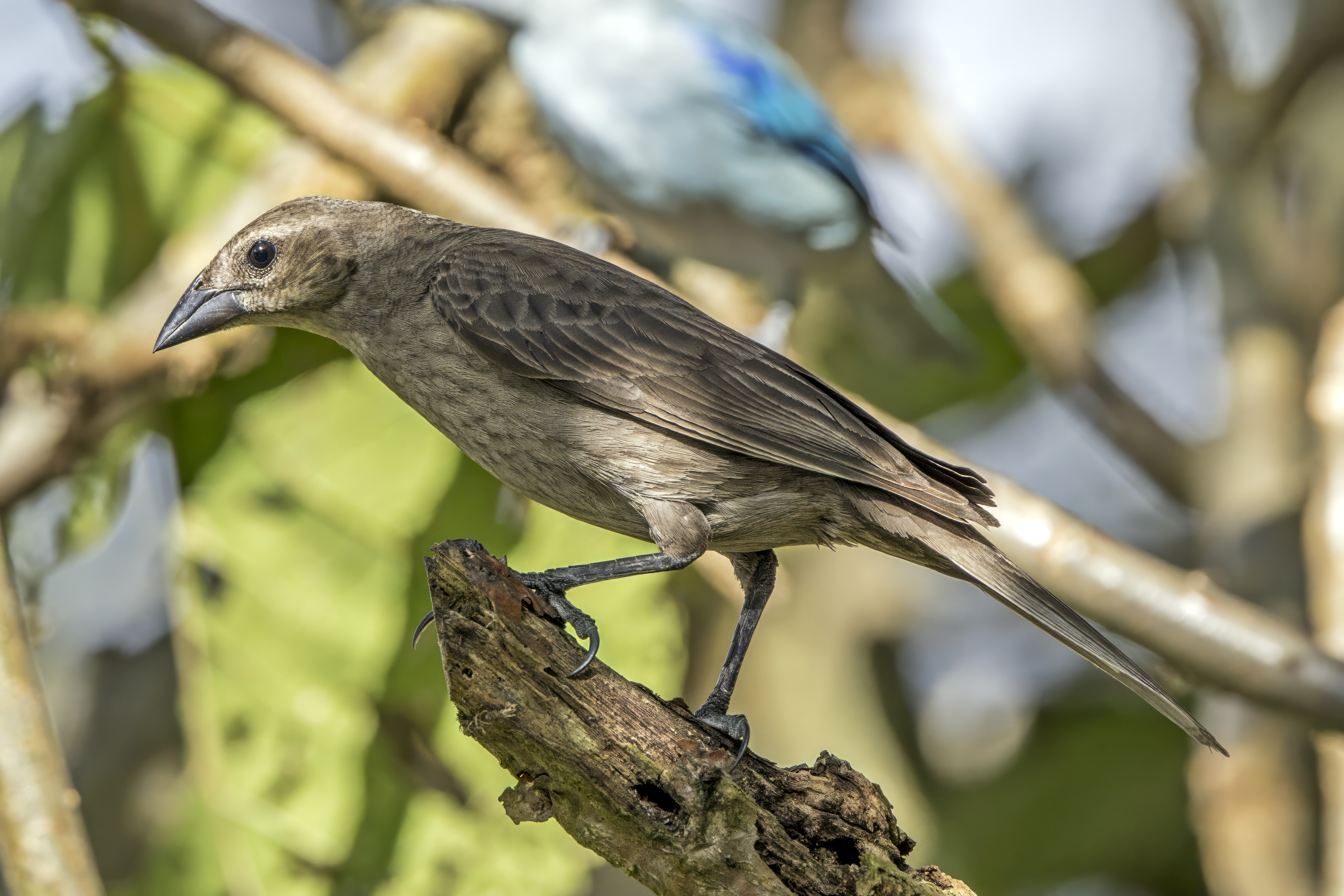
♀
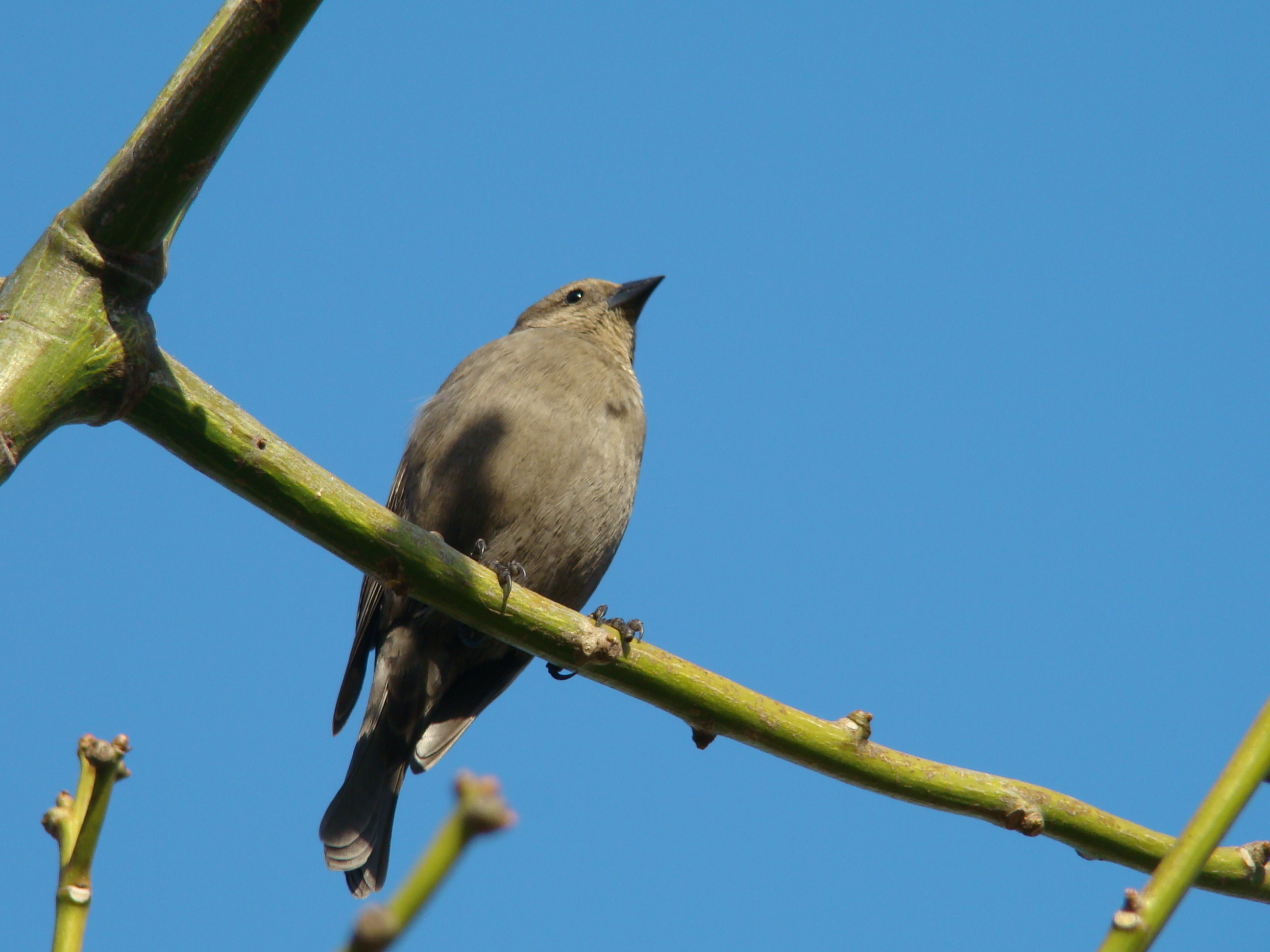
♀
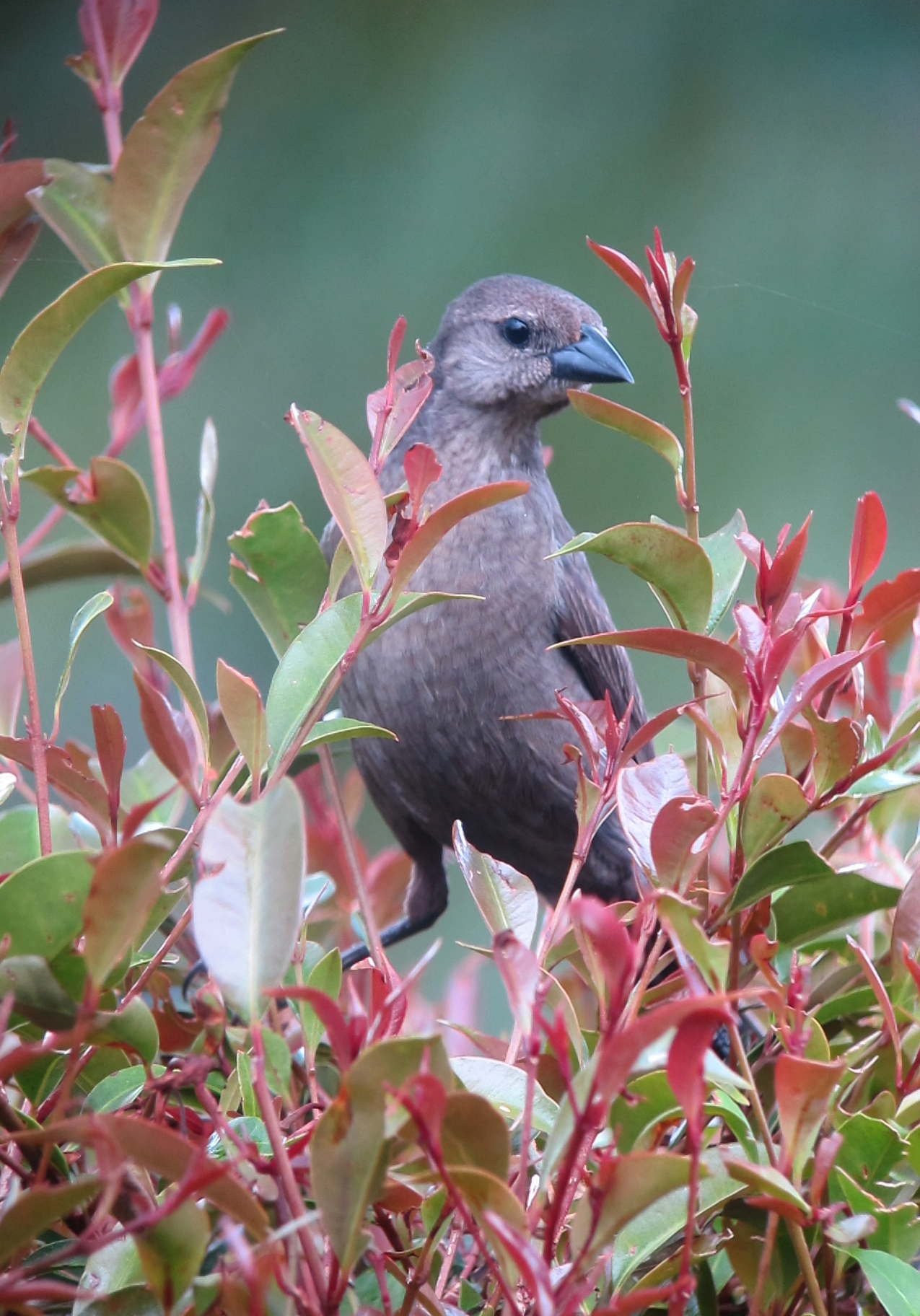
♀